# Karl Daumer
Karl Daumer (* 22. Januar 1932 in München) ist ein deutscher Biologe. Er war von 1997 bis 2000 Präsident des Verbandes Deutscher Biologen (Vdbiol).

## Leben
Daumer absolvierte von 1951 bis 1956 ein Studium der Biologie, Chemie, Physik und Geographie an der Ludwig-Maximilians-Universität München und wurde  1956 bei Karl von Frisch über den Farbensinn der Bienen mit Prüfungen in Zoologie, Botanik und Physik an der LMU München promoviert. Ab 1956 arbeitete er als Gymnasiallehrer in München bis zur Pensionierung 1995. Seit 1959 ist Daumer verheiratet mit Gabriele Daumer und hat zwei Kinder. 
Karl Daumer erhielt Rufe an die Universität Zürich (1963) und Frankfurt (1970), verblieb aber an der Schule mit dem Ziel, den Biologieunterricht an Gymnasien der gewachsenen Bedeutung der Biologie angemessen auf ein neues Niveau zu heben. Dazu baute er die Biologielehrerfortbildung in Bayern mit Unterstützung des Kultusministeriums, der Max-Planck-Institute für Biochemie und für Verhaltensphysiologie sowie von Instituten der biologischen und der medizinischen Fakultät der Universität München, später an der staatlichen Lehrerfortbildungsakademie Dillingen, auf. Seine experimentellen Unterrichtsmodelle zur Genetik, zur Verhaltensbiologie und zur Neurobiologie vermittelte er in nahezu allen Bundesländern und in Österreich (1967–1977).
Daumer entwickelte die ersten Curricularen Lehrpläne Biologie in Bayern als Leiter des AK am Staatsinstitut für Schulpädagogik (1972–1975) und ist Autor zahlreicher Lehrerhandreichungen sowie des Lehrerhandbuchs „Klassische und molekulare Genetik“ beim Aulis-Verlag Köln (1. Aufl. 1975, weitere Auflagen und Nachdrucke bis heute) sowie Autor und Herausgeber von Biologielehr- und Arbeitsbüchern für die Sekundarstufe I und Sekundarstufe II beim Bayerischen Schulbuchverlag, München (seit 1977 insgesamt 15 Bände, in Neuauflagen bis heute). Darüber hinaus ist er Autor von Diareihen und Unterrichtsfilmen für den Biologieunterricht beim FWU und IFW, darunter ein Film mit und über den Nobelpreisträger Karl von Frisch (1886–1982).
Daumer engagierte sich stark in der Verbandsarbeit im Verband deutscher Biologen Vdbiol
zuerst als Vorsitzender des Landesverbandes Bayern des Verbandes deutscher Biologen (1985); später als Sprecher der Landesverbände im Geschäftsführenden Vorstand des vdbiol (1991–1996), und Präsident des Verbandes Deutscher Biologen (1997 bis 2000). Daumer gründete die Sektion Hochschulbiologen im vdbiol zusammen mit Gerhard Neuweiler (1993) initiierte die Gründung der vdbiol-Landesverbände Sachsen, Thüringen und Sachsen-Anhalt (1990) und die Landesarbeitskreise für Freiberufliche Biologen und für Verwaltungsbiologen.
Daumer initiierte das BioTech Mobil zur Unterstützung des Oberstufenunterrichts und der Öffentlichkeitsarbeit für Gentechnik und Biotechnologie in Zusammenarbeit mit dem Genzentrum München und fünf bayerischen Ministerien (ab 1997) und die Kooperation mit dem Bayerischen Forschungsverbund FORGEN bei der Organisation von Informationsveranstaltungen zur Gentechnik für Lehrer und Schüler (1998/99) sowie 2001 die Münchner Wissenschaftstage. Diese über die Grenzen der Landeshauptstadt bekannte Großveranstaltung betreute er als Projektleiter von 2001 bis 2008.

## Auszeichnungen
- Akademie-Preis der Bayerischen Akademie der Wissenschaften für Mittlertätigkeit zwischen Universität und Schule (1988)
- Honorarprofessur für Zoologie an der LMU München (1992)
- Eduard-Strasburger-Preis für besondere Verdienste um die Schulbiologie (1999)
- Medaille München leuchtet der Landeshauptstadt München (2009)
- Verdienstkreuz am Bande des Verdienstordens der Bundesrepublik Deutschland (27. Oktober 2009)